# تشارلز تاون
تشارلز تاون (فيرجينيا الغربية) (بالإنجليزية: Charles Town, West Virginia) هي مدينة تقع في الولايات المتحدة في Jefferson County. يقدر عدد سكانها بـ 5,259 نسمة ومساحتها 15.05 كم2 وترتفع عن سطح البحر 164 متر.

## التركيبة السكانية
قام مكتب تعداد الولايات المتحدة بتحديد بيانات التركيبة السكانية لتشارلز تاونفي تعداد الولايات المتحدة. في ما يلي، التركيبة السكانية حسب تعدادي 2000 و2010.

### تعداد عام 2000
بلغ عدد سكان تشارلز تاون 2,907 نسمة بحسب تعداد عام 2000، وبلغ عدد الأسر 1,285 أسرة وعدد العائلات 732 عائلة مقيمة في المدينة. في حين سجلت الكثافة السكانية 2,082.3 نسمة لكل ميل مربع (804.0/كم2). وبلغ عدد الوحدات السكنية 1,396 وحدة بمتوسط كثافة قدره 999.9 نسمة لكل ميل مربع (386.1/كم2).
وتوزع التركيب العرقي للمدينة بنسبة 78.91% من البيض و 0.10% من الأمريكيين الأصليين و 1.03% من الأمريكيين ذوي الأصول الآسيوية و 0.03% من سكان جزر المحيط الهادئ و 17.54% من الأمريكيين الأفارقة و 1.75% من عرقين مختلطين أو أكثر.
بلغ عدد الأسر 1,285 أسرة كانت نسبة 25.8% منها لديها أطفال تحت سن الثامنة عشر تعيش معهم، وبلغت نسبة الأزواج القاطنين مع بعضهم البعض 39.5% من أصل المجموع الكلي للأسر، ونسبة 13.5% من الأسر كان لديها معيلات من الإناث دون وجود شريك، وكانت نسبة 43.0% من غير العائلات. تألفت نسبة 36.0% من أصل جميع الأسر من أفراد ونسبة 19.4% كانوا يعيش معهم شخص وحيد يبلغ من العمر 65 عاماً فما فوق. وبلغ متوسط حجم الأسرة المعيشية 2.95، أما متوسط حجم العائلات فبلغ 2.26.
بلغ العمر الوسطي للسكان 39 عاماً. وكانت نسبة 22.9% من القاطنين تحت سن الثامنة عشر، وكانت نسبة 8.6% بين الثامنة عشر والأربعة وعشرون عاماً، ونسبة 27.4% كانت واقعةً في الفئة العمرية ما بين الخامسة والعشرون حتى والأربعة وأربعون عاماً، ونسبة 22.5% كانت ما بين الخامسة والأربعون حتى الرابعة والستون، ونسبة 18.5% كانت ضمن فئة الخامسة والستون عاماً فما فوق. يوجد لكل 100 أنثى 89.0 ذكر، ويوجد لكل 100 أنثى في الثامنة عشر من عمرها فما فوق 85.2 ذكر.
بلغ متوسط دخل الأسرة في المدينة 32,538 دولار، أما متوسط دخل العائلة فبلغ 43,547 دولار. وكان متوسط دخل الذكور 30,917 دولار مقابل 22,241 دولار للإناث. وسجل دخل الفرد الخاص بالمدينة 18,104 دولار. وكانت نسبة 13.2% من العائلات ونسبة 15.8% من السكان تحت خط الفقر، وكان من هؤلاء نسبة 20.3% تحت سن الثامنة عشر ونسبة 13.4% في الخامسة والستين من العمر وما فوق.

### تعداد عام 2010
بلغ عدد سكان تشارلز تاون 5,259 نسمة بحسب تعداد عام 2010، وبلغ عدد الأسر 2,011 أسرة وعدد العائلات 1,289 عائلة مقيمة في المدينة. في حين سجلت الكثافة السكانية 905.2 نسمة لكل ميل مربع (349.5/كم2). وبلغ عدد الوحدات السكنية 2,270 وحدة بمتوسط كثافة قدره 390.7 لكل ميل مربع (150.9/كم2).
وتوزع التركيب العرقي للمدينة بنسبة 76.9% من البيض و 0.3% من الأمريكيين الأصليين و 2.1% من الأمريكيين ذوي الأصول الآسيوية و 0.1% من سكان جزر المحيط الهادئ و 13.3% من الأمريكيين الأفارقة و 3.6% من عرقين مختلطين أو أكثر.
بلغ عدد الأسر 2,011 أسرة كانت نسبة 37.2% منها لديها أطفال تحت سن الثامنة عشر تعيش معهم، وبلغت نسبة الأزواج القاطنين مع بعضهم البعض 47.3% من أصل المجموع الكلي للأسر، ونسبة 11.1% من الأسر كان لديها معيلات من الإناث دون وجود شريك، بينما كانت نسبة 5.7% من الأسر لديها معيلون من الذكور دون وجود شريكة وكانت نسبة 35.9% من غير العائلات. تألفت نسبة 28.7% من أصل جميع الأسر من أفراد ونسبة 10.1% كانوا يعيش معهم شخص وحيد يبلغ من العمر 65 عاماً فما فوق. وبلغ متوسط حجم الأسرة المعيشية 3.19، أما متوسط حجم العائلات فبلغ 2.57.
بلغ العمر الوسطي للسكان 35.5 عاماً. وكانت نسبة 26.9% من القاطنين تحت سن الثامنة عشر، وكانت نسبة 6.9% بين الثامنة عشر والأربعة وعشرون عاماً، ونسبة 31.4% كانت واقعةً في الفئة العمرية ما بين الخامسة والعشرون حتى والأربعة وأربعون عاماً، ونسبة 22.5% كانت ما بين الخامسة والأربعون حتى الرابعة والستون، ونسبة 12.4% كانت ضمن فئة الخامسة والستون عاماً فما فوق. وتوزع التركيب الجنسي للسكان بنسبة 48.9% ذكور و51.1% إناث.